# Sadao Watanabe (artista)
Sadao Watanabe (渡辺 禎雄, Watanabe Sadao, 7 de julho de 1913 – 8 de janeiro de 1996), nascido e criado em Tóquio, foi um gravurista japonês no século XX. Watanabe ficou famoso por suas gravuras com temas bíblicos no estilo tradicional de arte japonês mingei (民芸). Watanabe foi associado com o movimento de arte mingei assim como seu mestre Keisuke Serizawa (芹沢 銈介, 1895 – 1984), um artesão têxtil conhecido por sua técnica katazome (型染め). 

## Início da vida
O pai de Watanabe morreu quando ele tinha apenas dez anos de idade. Ele saiu da escola em uma idade precoce e tornou-se aprendiz em uma loja de tinturaria. Conheceu o cristianismo por meio de uma mulher cristã em sua vizinhança, que o convidou para ir à igreja com ela. aos 17 anos, em 1930, Watanabe foi batizado.

## O caminho para a gravura
O jovem Watanabe trabalhou em lojas de tinturarias, esboçando padrões para tingimento de roupas e também as tingindo. Em 1937, um ano depois de Yanagi Sōetsu (柳 宗悦, 1889 – 1961), pai do movimento de arte mingei, estabelecer o Museu de Arte Popular (日本民藝館, Nihon Mingeikan) de Tokyo, o jovem Watanabe de 24 anos viu uma exposição de Keisuke Serizawa. Este evento despertou a busca de Watanabe por sua própria arte. Alguns anos mais tarde, Watanabe participou de um grupo de estudo em que Serizawa ensinou a sua técnica katazome de estêncil e tingimento, que teve origem em Okinawa.

## Temas e técnica
A temática da arte de Watanabe é exclusivamente formada pelo evangelho desenhado no estilo mingei. Influenciado por gravuras budistas, Watanabe retratou temas bíblicos em um contexto japonês. Na sua versão da Última Ceia (1981), Watanabe retratou os discípulos de Jesus com quimono. Sobre a mesa, em vez de pão e vinho, estão garrafas de saquê e também sushi. 

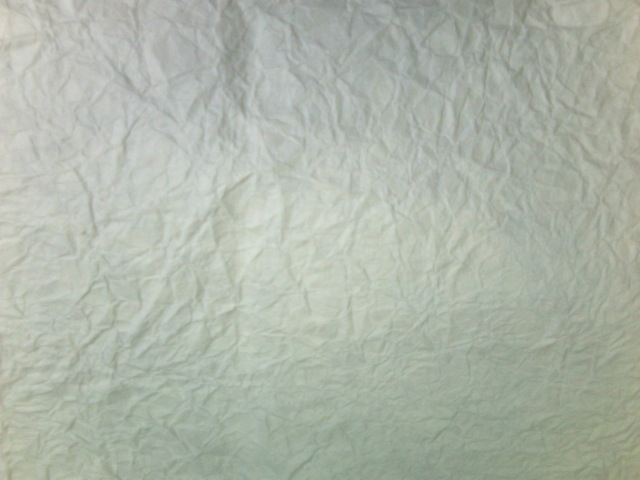
Um pedaço de papel momi.

Em relação à técnica, Watanabe usava papel kozo (楮紙, kōzogami) e papel momi (もみ紙, momigami). O papel momi é amassado, apertado e enrugado pela mão, para dar uma qualidade áspera para as impressões. A técnica katazome utiliza pigmentos orgânicos e minerais tradicionais em leite de soja. A proteína do leite gruda as cores dos pigmentos na superfície do papel. O uso de materiais naturais é uma das características da arte mingei.

## Reconhecimento internacional
Em 1958, Watanabe, recebeu o primeiro prêmio na exposição de gravuras japonesas modernas (Modern Japanese Print Exhibition), realizada na Cidade de Nova York, por sua gravura A Serpente de Bronze, que mostrava Moisés e o povo de Israel. A gravura Kiku ("Escuta") (1960) foi destacada no livro The Modern Japanese Print do romancista James Michener. Este livro introduz dez artistas de sōsaku-hanga para o público ocidental.
O Museu do Vaticano, o Museu Britânico, o Museu de Arte Moderna de Nova York, o Museu Nacional de Arte Moderna de Tóquio, e muitos outros importantes museus do mundo exibiram as obras de Watanabe. Durante a administração do Presidente Lyndon Johnson, algumas gravuras de Watanabe foram penduradas na Casa Branca.

## Filosofia do artista
Watanabe uma vez disse que ele preferia que suas gravuras fossem penduradas nos lugares comuns da vida: "O lugar que eu mais gostaria de vê-las [as impressões dele] penduradas é onde as pessoas normalmente se reúnem, porque Jesus trouxe o evangelho para o povo". Tal é a filosofia da arte mingei: para o povo e pelo povo.

## Coletâneas
- Watanabe, Sadao; Takenaka, Masao (1986), Biblical Prints, Tokyo: Shinkyo Shuppansha.
- Watanabe, Sadao (2000), Printing the Word: the Art of Watanabe Sadao, New York: American Bible Society.
- Heeding the Voice of Heaven, Sadao Watanabe, Biblical Stencil Prints, Brauer Museum of Art, 2010, Valparaiso.
- Beauty given by grace, The biblical prints of Sadao Watanabe, ed. Sandra Bowden, 2012, Baltimore.
- Biblical Prints by Sadao Watanabe - All Thy Marvelous Works, (渡辺禎雄聖書版画集 くすしきみわざ), Shinkyo Publishing, 2013, Tokyo.